# The Big Four (Central Pacific Railroad)

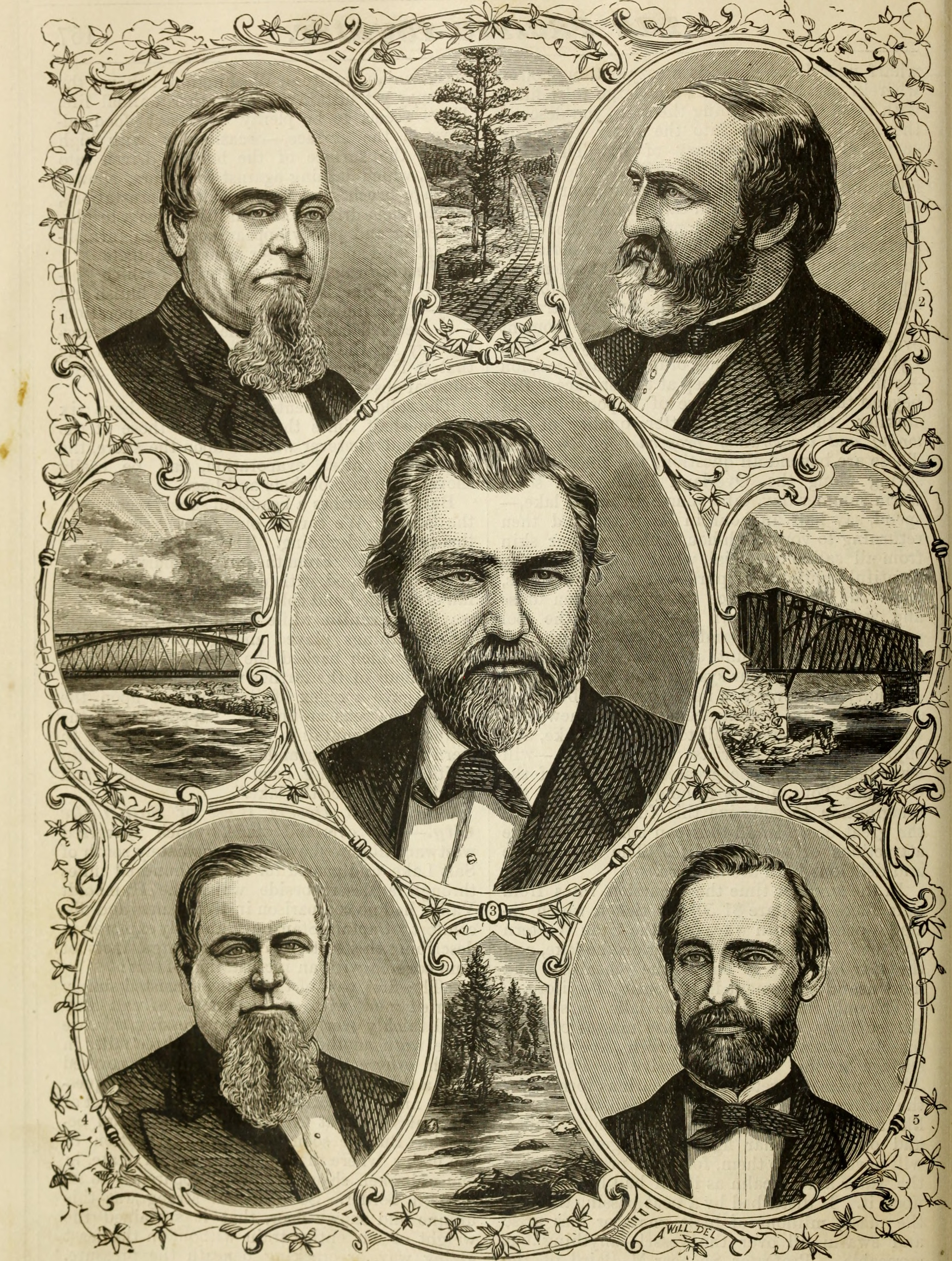
A KÖZPONTI CSENDES-ÓCEÁNI VASÚT REPREZENTATÍV EMBEREI: l.—E. B. Crocker. 2.—C. P. Huntington. 3.—Leland Stanford. 4.—Charles Crocker. 5.—Mark Hopkins. Az 1878-as "The Pacific tourist" könyvből

A The Big Four, magyar nyelven A Nagy Négyes volt a népszerű elnevezése azoknak a híres és befolyásos üzletembereknek, filantrópoknak és vasútmágnásoknak, akik a Central Pacific Railroad (C.P.R.R.) finanszírozói voltak, amely a Sierra Nevadán és a Sziklás-hegységen keresztül az Amerikai Egyesült Államok első transzkontinentális vasútvonalának nyugati részét alkotta, és amely a kontinens közepétől a Missouri folyónál a Csendes-óceánig épült az 1860-as évek közepén és végén. Leland Stanford (1824-1893), Collis Potter Huntington (1821-1900), ifjabb Mark Hopkins (1813-1878) és Charles Crocker (1822-1888) alkották, maguk négyen azonban személy szerint jobban szerették, ha "A társak" néven ismerik őket. Adópénzek és földadományok felhasználásával gazdagodtak, miközben a republikánus párton belülről (Stanford volt Kalifornia kormányzója, amikor az első csendes-óceáni vasúttörvényt elfogadták) és monopolizáló taktikával erősen befolyásolták az állami törvényhozást. A korabeli kritikusok azt állították, hogy ők voltak az Egyesült Államok történetének legnagyobb szélhámosai.

## Tagok
- Leland Stanford (1824-1893) - C.P.R.R. elnök, a Stanford Egyetem alapítója.
- Collis Potter Huntington (1821-1900) - C.P.R.R. alelnök, akiről a nyugat-virginiai Huntington városát nevezték el. Ő a nagybátyja Henry E. Huntingtonnak (1850-1927), a híres Huntington Könyvtár alapítójának, a hozzá tartozó művészeti galériákkal és kertekkel a kaliforniai San Marinóban.
- Mark Hopkins Jr. (1813-1878) - C.P.R.R. kincstárnok
- Charles Crocker (1822-1888) - építésfelügyelő, a Charles Crocker & Co. elnöke, a C.P.R.R. leányvállalata, később a nagyobb, kiterjedtebb Southern Pacific Railroad alapítója, egy másik transzkontinentális összeköttetés kelet felé, amely később, 1883-ban épült meg.

A négyek együttesen 1857-ben megalapították a Sacramentói Könyvtári Egyesületet a kaliforniai Sacramentóban, az állam fővárosában, amely később létrehozta a mai Sacramentói Közkönyvtárat.
David Hewes vállalkozó szellemű üzletembert "San Francisco teremtőjének" nevezték a fejlesztéshez szükséges földterületek megtisztításában végzett munkájáért. Meghívták, hogy legyen a "Nagy Négyek" tagja, de a pénzügyi kockázatok miatt visszautasította. Élete során több vagyont szerzett és vesztett.
A négy férfit a maguk idejében néha naboboknak vagy "nemeseknek" nevezték, utalva ezzel vagyonukra és befolyásukra. Amikor mind négyen San Francisco egyazon városrészében kúriákat építettek, a terület hamarosan Nob Hill néven vált ismertté, és ezt a nevet ma is viseli.

## A populáris kultúrában
Henry T. Williams 1878-ban megjelent The Pacific tourist – Williams' illustrated trans-continental guide of travel, from the Atlantic to the Pacific Ocean című művében a Nagy Négyest a Central Pacific Railroad öt társult vagy reprezentatív embere váltotta fel, kiegészítve Charles Crocker idősebb testvérével, Edwin B. Crocker bíróval (1818-1875), aki 1865 és 1869 között a CPRR ügyvédjeként szolgált.
Ambrose Bierce a "Nagy Négyest" gúnyolta a "Black Beetles in Amber" című művében, amely különböző prominens kaliforniaiakat támadó szatirikus versek gyűjteménye. A "The Birth of the Rail" című művében az "útügynökök" (banditák) Happy Hunty (Huntington), Cowboy Charley (Crocker) és Leland The Kid (Stanford), akikhez csatlakozik a kisördög Sootymug (Hopkins), feladják a postakocsik kirablását a vasútüzem sokkal nagyobb zsákmányáért.

## Lásd még
- Rablóbáró